# Nova Medicina Germânica
A Nova Medicina Germânica (German New Medicine - GNM), ou Leitura Biológica, é um método de diagnóstico que, através de uma cadeia de eventos marcantes não bem tragados na vida de um ser humano, define a promoção de um conflito biológico como a principal razão para o surgimento de um tumor.
A duração ou intensidade do choque são voláteis. A base na terapia na GNM é a compreensão do significado biológico dos sintomas convocados, e apoiar seu processo, não lutando contra ou repulsando-o.
A prova fora criada pelo médico oncologista alemão Ryke Geerd Hamer.